# Puchar UEFA (1983/1984)
Puchar UEFA 1983/1984 (ang. 1983–1984 UEFA Cup) – 13. edycja międzynarodowego klubowego turnieju piłki nożnej Puchar UEFA, zorganizowana przez Unię Europejskich Związków Piłkarskich w terminie 14 września 1983 – 23 maja 1984. W rozgrywkach zwyciężyła drużyna Tottenham Hotspur.

## 1/32 finału
| Drogheda United – Tottenham Hotspur 0:6 i 0:8 1 14.09 1983 0:1 Falco 5, 0:2 Crooks 33, 0:3 Galvin 44, 0:4 Mabbutt 51, 0:5 Falco 74, 0:6 Mabbutt 81 2 28.09 1983 0:1 Falco 17, 0:2 Roberts 26, 0:3 Falco 35, 0:4 Roberts 41, 0:5 Brazil 50, 0:6 Archibald 56, 0:7 Hughton 68, 0:8 Brazil 74                               |
| St. Mirren F.C. – Feyenoord 0:1 i 0:2 1 14.09 1983 0:1 Gullit 29 2 28.09 1983 0:1 van Til 58, 0:2 Żeljazkow 76 |
| Łokomotiw Płowdiw – PAOK FC 1:2 i 1:3 1 14.09 1983 0:1 Dimopoulos 42, 0:2 Georgopoulos 48, 1:2 Sadakow 72k 2 28.09 1983 1:0 J. Eranosjan 1, 1:1 Kostikos 44, 1:2 Skartados 66, 1:3 Dimopoulos 75k |
| Anorthosis Famagusta – Bayern Monachium 0:1 i 0:10 1 14.09 1983 0:1 Mathy 32 (mecz w Limassol) 2 28.09 1983 0:1 KH Rummenigge 8, 0:2 Augenthaler 17, 0:3 M. Rummenigge 19, 0:4 Dremmler 28, 0:5 KH Rummenigge 30, 0:6 Lerby 34, 0:7 Augenthaler 41, 0:8 Augenthaler 70, 0:9 Del’Haye 73, 0:10 Kraus 79                   |
| Trabzonspor – Inter Mediolan 1:0 i 0:2 1 14.09 1983 1:0 Tunçay 88 2 28.09 1983 0:1 Altobelli 48, 0:2 H. Müller 88 (mecz w Cesenie) |
| Atlético Madryt – FC Groningen 2:1 i 0:3 1 14.09 1983 0:1 McDonald 56, 1:1 Marina 85, 2:1 Waalderbos 87s 2 28.09 1983 0:1 Jans 14, 0:2 Koeman 78, 0:3 van Dijk 83 |
| Dynamo Kijów – Stade Lavallois 0:0 i 0:1 1 14.09 1983 2 28.09 1983 0:1 Souto 32 |
| Aris Bonnevoie – Austria Wiedeń 0:5 i 0:10 1 14.09 1983 0:1 Drabits 38, 0:2 Nyilasi 41, 0:3 Prohaska 58, 0:4 Prohaska 79, 0:5 Prohaska 89k 2 28.09 1983 0:1 Magyar 11, 0:2 Daxbacher 17, 0:3 Nyilasi 20, 0:4 Drabits 23, 0:5 Nyilasi 25, 0:6 Drabits 27, 0:7 Polster 65, 0:8 Nyilasi 69, 0:9 Nyilasi 82, 0:10 Nyilasi 89 |
| Sparta Praga – Real Madryt 3:2 i 1:1 1 14.09 1983 1:0 Chovanec 27, 1:1 Santillana 40, 2:1 Prochazka 53, 2:2 Juanito 60, 3:2 Griga 78 2 28.09 1983 0:1 Isidro 23, 1:1 Skuhravý 74 |
| Widzew Łódź – IF Elfsborg 0:0 i 2:2 1 14.09 1983 (mecz w Białymstoku) 2 28.09 1983 0:1 Svensson 28, 1:1 Smolarek 80, 2:1 Dziekanowski 84, 2:2 Bergström 85 |
| VfB Stuttgart – Lewski Spartak Sofia 1:1 i 0:1 1 14.09 1983 1:0 Kelsch 76, 1:1 Walczew 78 2 28.09 1983 0:1 Walczew 89 |
| 1. FC Kaiserslautern – Watford 3:1 i 0:3 1 14.09 1983 1:0 T. Allofs 9, 1:1 Gilligan 16, 2:1 T. Nilsson 55, 3:1 T. Nilsson 85 2 28.09 1983 0:1 Richardson 4, 0:2 Melzer 8s, 0:3 Richardson 56 |
| Radnički Nisz – FC Sankt Gallen 3:0 i 2:1 1 14.09 1983 1:0 Beganović 4k, 2:0 Stojković 37, 3:0 Rinčić 65 2 27.09 1983 1:0 Milošević 62, 1:1 Ritter 65, 2:1 Aleksić 82 |
| Rabat Ajax – Inter Bratysława 0:10 i 0:6 1 14.09 1983 0:1 Březik 15, 0:2 Březik 24, 0:3 Konik 26, 0:4 Konik 28, 0:5 Březik 35, 0:6 Hudec 51, 0:7 Reznak 62, 0:8 Reznak 75, 0:9 Tomčak 82, 0:10 Březik 88 2 27.09 1983 0:1 Attard 11s, 0:2 Tomčak 39, 0:3 Tomčak 60, 0:4 Tomčak 76k, 0:5 Březik 85, 0:6 Tomčak 88         |
| AE Larisa – Budapesti Honvéd SE 2:0 i 0:3 (dog) 1 14.09 1983 1:0 Maloumidis 15k, 2:0 Kmiecik 76 2 28.09 1983 0:1 Dajka 53, 0:2 Dajka 70, 0:3 Dajka 115 |
| CS Universitatea Craiova – Hajduk Split 1:0 i 0:1 (dog), karne 1:3 1 14.09 1983 1:0 Geolgau 86 2 28.09 1983 0:1 Zoran Vujović 63 |
| Nottingham Forest – Vorwärts Frankfurt 2:0 i 1:0 1 14.09 1983 1:0 Wallace 16, 2:0 Hodge 61 2 28.09 1983 1:0 Bowyer 66 |
| PSV Eindhoven – Ferencvárosi TC4:2 i 2:0 1 14.09 1983 1:0 Koolhof 19, 2:0 Thoresen 20, 2:1 Ebedli 37, 3:1 Thoresen 40, 3:2 Kvazta 68, 4:2 Koolhof 80 2 28.09 1983 1:0 Thoresen 25, 2:0 Koolhof 55 |
| Sevilla FC – Sporting CP 1:1 i 2:3 1 14.09 1983 1:0 Magdaleno 18, 1:1 Manuel Fernandes 72 2 28.09 1983 1:0 Montero 27, 1:1 Buyo 33s, 2:1 Francisco 41, 2:2 Mario Jorge 59, 2:3 Oliveira 88 |
| Celtic F.C. – Aarhus GF 1:0 i 4:1 1 14.09 1983 1:0 Aitken 63 2 28.09 1983 1:0 MacLeod 20, 2:0 McGarvey 26, 3:0 Aitken 47, 3:1 Scheepers 76, 4:1 Provan 80 |
| Girondins Bordeaux – Lokomotive Lipsk 2:3 i 0:4 1 14.09 1983 0:1 Zöztsche 15k, 0:2 Richter 51, 1:2 Girard 53, 2:2 Giresse 72, 2:3 Richter 86 2 28.09 1983 0:1 Schöne 9, 0:2 Dennstedt 13, 0:3 Richter 34, 0:4 Richter 73                                                                                                 |
| Werder Brema – Malmö FF 1:1 i 2:1 1 14.09 1983 1:0 Reinders 66k, 1:1 Sunesson 76 2 28.09 1983 0:1 Rönnberg 37k, 1:1 Pezzey 47, 2:1 Sidka 57 |
| Hellas Verona – FK Crvena zvezda 1:0 i 3:2 1 14.09 1983 1:0 Fanna 19k 2 28.09 1983 0:1 B. Dżurovski 17, 1:1 Sacchetti 35, 1:2 M. Dżurovski 58, 2:2 Galderisi 75, 3:2 Galderisi 83 |
| Sportul Studențesc Bukareszt – SK Sturm Graz 1:2 i 0:0 1 14.09 1983 1:0 Munteanu 30, 1:1 Szokolai 74, 1:2Jurtin 84 2 28.09 1983 |
| Spartak Moskwa – Helsingin Jalkapalloklubi 2:0 i 5:0 1 14.09 1983 1:0 Argodiajew 13, 2:0 Gładilin 88 2 28.09 1983 1:0 Gawriłow 13, 2:0 Gawriłow 28, 3:0 Czerenkow 43, 4:0 Gawriłow 57k, 5:0 Gawriłow 82k |
| Vitória SC – Aston Villa 1:0 i 0:5 1 14.09 1983 1:0 Freixo 82k 2 28.09 1983 0:1 Withe 2, 0:2 Withe 48, 0:3 Ormsby 56, 0:4 Gibson 74, 0:5 Withe 89 |
| Íþróttabandalag Vestmannaeyja – FC Carl Zeiss Jena 0:0 i 0:3 1 13.09 1983 2 27.09 1983 0:1 Bielau 53, 0:2 Trocha 54, 0:3 Bielau 61 |
| Sparta Rotterdam – Coleraine F.C. 4:0 i 1:1 1 14.09 1983 1:0 Olde Riekerink 14k, 2:0 Olde Riekerink 21, 3:0 Lengkeek 64, 4:0 Lengkeek 67 2 28.09 1983 1:0 Holverda 51, 1:1 Healy 63 |
| KAA Gent – RC Lens 1:1 i 1:2 (dog) 1 14.09 1983 1:0 Busk 37, 1:1 Ogaza 65 2 28.09 1983 1:0 Koudijzer 54, 1:1 Tłokiński 75, 1:2 Piette 95 |
| FC Zürich – Royal Antwerp FC 1:4 i 2:4 1 14.09 1983 0:1 Petursson 13, 0:2 Petursson 17, 1:2 Bouwer 28, 1:3 Petursson 87, 1:4 Cnops 89 2 27.09 1983 0:1 Fazekas 50k, 1:1 Landolt 69, 1:2 Petrović 74, 1:3 van der Linden 76, 2:3 Rufer 80, 2:4 Fazekas 84                                                                 |
| Baník Ostrawa – Boldklubben 1903 5:0 i 1:1 1 14.09 1983 1:0 Valek 6, 2:0 Valek 20, 3:0 Sreiner 43, 4:0 Sreiner 47, 5:0 Zajaros 86 2 28.09 1983 1:0 Licka 15, 1:1 Koch 32 |
| Bryne FK – RSC Anderlecht 0:3 i 1:1 1 14.09 1983 0:1 van der Eyecken 33, 0:2 Gudjohnsen 53, 0:3 van den Bergh 75 2 28.09 1983 0:1 Czerniatynski 44, 1:1 Mäland 82 |

## 1/16 finału
| Tottenham Hotspur – Feyenoord 4:2 i 2:0 1 19.10 1983 1:0 Archibald 7, 2:0 Galvin 18, 3:0 Archibald 33, 4:0 Galvin 40, 4:1 Cruyff 75, 4:2 Nielsen 81 2 02.11 1983 1:0 Hughton 25, 2:0 Galvin 85                                 |
| PAOK FC – Bayern Monachium 0:0 i 0:0 (dog), karne 8:9 1 19.10 1983 2 02.11 1983 |
| FC Groningen – Inter Mediolan 2:0 i 1:5 1 19.10 1983 1:0 E. Koeman 16, 2:0 Fandi Ahmad 89 2 02.11 1983 0:1 Collovati 53, Altobelli 0:2 55k, 0:3 Serena 59, 1:3 McDonald 61, 1:4 H. Müller 78, 1:5 Serena 89 (mecz w Bari)      |
| Austria Wiedeń – Stade Lavallois 2:0 i 3:3 1 19.10 1983 1:0 Prohaska 19k, 2:0 Magyar 44 2 02.11 1983 0:1 Sene 19, 0:2 Milton 37, 0:3 Stefanini 40, 1:3 Baumeister 51, 2:3 Baumeister 55, 3:3 Perard 65s                        |
| Widzew Łódź – Sparta Praga 1:0 i 0:3 1 19.10 1983 1:0 Wójcicki 41 (mecz w Białymstoku) 2 02.11 1983 0:1 Prohazka 32, 0:2 Griga 39, 0:3 Skuhravý 83                                                                             |
| Watford – Lewski Spartak Sofia 1:1 i 3:1 (dog) 1 19.10 1983 1:0 Rostron 43, 1:1 Goczew 74 2 02.11 1983 0:1 Spasow 6, 1:1 Callaghan 9, 2:1 Rostron 116, 3:1 Richardson 117                                                      |
| Radnički Nisz – Inter Bratysława 4:0 i 2:3 1 19.10 1983 1:0 Milošević 18, 2:0 Milošević 55, 3:0 Stojković 59, 4:0 Beganović 67k 2 02.11 1983 0:1 Michalec 19, 1:1 Gavrilović 25, 1:2 Reznak 33, 1:3 Moravec 44, 2:3 Aleksić 89 |
| Budapesti Honvéd SE – Hajduk Split 3:2 i 0:3 1 19.10 1983 1:0 Dajka 32, 1:1 Cukrov 38, 2:1 Bodonyi 41, 2:2 Pešić 53, 3:2 Varga 89k 2 02.11 1983 0:1 Pešić 14, 0:2 Pešić 61, 0:3 Zlatko Vujović 85                              |
| PSV Eindhoven – Nottingham Forest 1:2 i 0:1 1 19.10 1983 0:1 Davenport 51, 1:1 Koolhof 84k, 1:2 Walsh 89k 2 02.11 1983 0:1 Davenport 55                                                                                        |
| Sporting CP – Celtic F.C. 2:0 i 0:5 1 19.10 1983 1:0 Jordão 29, 2:0 Jordão 65 2 02.11 1983 0:1 Burn 18, 0:2 McAdam 43, 0:3 McClair 44, 0:4 MacLeod 58, 0:5 McGarvey 59                                                         |
| Lokomotive Lipsk – Werder Brema 1:0 i 1:1 1 19.10 1983 1:0 Richter 35 2 02.11 1983 1:0 Schöne 17, 1:1 Völler 72 |
| Hellas Verona – SK Sturm Graz 2:2 i 0:0 1 19.10 1983 1:0 Fanna 12, 1:1 Szokolai 18, 1:2 Jurtin 26, 2:2 Galderisi 43 2 02.11 1983                                                                                               |
| Spartak Moskwa – Aston Villa 2:2 i 2:1 1 19.10 1983 0:1 Gibson 47, 1:1 Gawriłow 52, 1:2 Walters 68, 2:2 Gawriłow 89k 2 02.11 1983 0:1 Withe 2, 1:1 Czerenkow 46, 2:1 Czerenkow 89                                              |
| Sparta Rotterdam – FC Carl Zeiss Jena 3:2 i 1:1 1 19.10 1983 1:0 Holverda 44, 1:1 Bielau 49, 2:1 Ron van den Berg 69, 2:2 Ludwig 71, 3:2 Lengkeek 75 2 02.11 1983 0:1 Schnuphase 59, 1:1 Ron van den Berg 85                   |
| RC Lens – Royal Antwerp FC 2:2 i 3:2 1 19.10 1983 0:1 Cnops 22, 0:2 Cnops 26, 1:2 Flak 74, 2:2 Peltier 83 2 02.11 1983 1:0 Boekstans 22s, 2:0 Xuereb 25, 3:0 Brisson 46, 3:1 Boeckstans 55, 3:2 van der Elst 88k               |
| RSC Anderlecht – Baník Ostrawa 2:0 i 2:2 1 19.10 1983 1:0 Brylle-Larsen 64, 2:0 Arnesen 80 2 02.11 1983 1:0 Brylle-Larsen 9, 1:1Valek 17, 2:1 van den Bergh 57, 2:2 Licka 59                                                   |

## 1/8 finału
| Bayern Monachium – Tottenham Hotspur 1:0 i 0:2 1 23.11 1983 1:0 M. Rummenigge 86 2 07.12 1983 0:1 Archibald 53, 0:2 Falco 87                                                                          |
| Austria Wiedeń – Inter Mediolan 2:1 i 1:1 1 23.11 1983 0:1 Muraro 53, 1:1 Nyilasi 76, 2:1 Nyilasi 81 2 07.12 1983 1:0 Magyar 72, 1:1 Bagni 79                                                         |
| Watford – Sparta Praga 2:3 i 0:4 1 23.11 1983 0:1 Beger 25, 0:2 Griga 30, 1:2 Rostron 66, 2:2 Gilligan 84, 2:3 Sčasny 90 2 07.12 1983 0:1 Chovanec 3, 0:2 Beznoska 9, 0:3 Skuhravý 29, 0:4 Jarolim 42 |
| Radnički Nisz – Hajduk Split 0:2 i 0:2 1 23.11 1983 0:1 Zlatko Vujović 43, 0:2 Vulić 53 2 07.12 1983 0:1 Zlatko Vujović 61, 0:2 Zlatko Vujović 71                                                     |
| Nottingham Forest – Celtic F.C. 0:0 i 2:1 1 23.11 1983 2 07.12 1983 1:0 Hodge 53, 2:0 Walsh 74, 2:1 MacLeod 79                                                                                        |
| SK Sturm Graz – Lokomotive Lipsk 2:0 i 0:1 1 23.11 1983 1:0 Jurtin 14, 2:0 Jurtin 24 2 07.12 1983 0:1 Zötzsche 12                                                                                     |
| Sparta Rotterdam – Spartak Moskwa 1:1 i 0:2 1 23.11 1983 0:1 Rodionow 32, 1:1 de Wolf 80k 2 07.12 1983 0:1 Gladilin 42, 0:2 Gladilin 79                                                               |
| RC Lens – RSC Anderlecht 1:1 i 0:1 1 23.11 1983 0:1 E. van den Bergh 87, 1:1 Munaron 89s 2 07.12 1983 0:1 de Greet 38                                                                                 |

## 1/4 finału
| Tottenham Hotspur – Austria Wiedeń 2:0 i 2:2 1 07.03 1984 1:0 Archibald 58, 2:0 Brazil 67 2 21.03 1984 1:0 Brazil 15, 1:1 Prohaska 64k, 2:1 Ardiles 80, 2:2 Nyilasi 85                                       |
| Sparta Praga – Hajduk Split 1:0 i 0:2 (dog) 1 07.03 1984 1:0 Hašek 90 2 21.03 1984 0:1 Gudelj 18, 0:2 Slišković 119                                                                                          |
| Nottingham Forest – SK Sturm Graz 1:0 i 1:1 (dog) 1 07.03 1984 1:0 Hart 70 2 21.03 1984 0:1 Bakota 44k, 1:1 Walsh 114k                                                                                       |
| RSC Anderlecht – Spartak Moskwa 4:2 i 0:1 1 07.03 1984 1:0 Brylle-Larsen 28k, 1:1 Rodionow 30, 2:1 Brylle-Larsen 43, 3:1 Vercauteren 81, 3:2 Gładilin 84, 4:2 Brylle-Larsen 85k 2 21.03 1984 0:1 Rodionow 87 |

## 1/2 finału
| Hajduk Split – Tottenham Hotspur 2:1 i 0:1 1 11.04 1984 0:1 Palco 19, 1:1 Gudelj 67, 2:1 Pešić 77 2 25.04 1984 0:1 Hazard 6                                    |
| Nottingham Forest – RSC Anderlecht 2:0 i 0:3 1 11.04 1984 1:0 Hodge 84, 2:0 Hodge 88 2 25.04 1984 0:1 Scifo 18, 0:2 Brylle-Larsen 59k, 0:3 E. van den Bergh 88 |

## Finał
| RSC Anderlecht – Tottenham Hotspur 1:1 i 1:1 (dog), karne 3:4 |
| 9 maja 1984 Bruksela Astrid Park (40 000) RSC Anderlecht – Tottenham Hotspur 1:1 (1:1, 0:0) Sędzia: Bruno Galler (Szwajcaria) Bramki: 0:1 Paul Miller 58, 1:1 Morten Olsen 85 Żółte kartki: – / Steve Perryman, Tony Galvin Royal Sporting Club Anderlecht (trener Paul van Himst): Jacques Munaron – Georges Grun, Morten Olsen (kapitan), Walter De Greef, Michel de Groote – Wim Hofkens, Enzo Scifo, René Vandereycken, Erwin Vandenbergh (82 Frank Arnesen) – Alex Czerniatynski (64 Franky Vercauteren), Kenneth Brylle Tottenham Hotspur Football Club (trener Keith Burkinshaw): Tony Parks – Danny Thomas, Paul Miller, Chris Hughton, Graham Roberts – Steve Perryman (kapitan), Gary Stevens (81 Gary Mabbutt), Micky Hazard, Tony Galvin – Steve Archibald, Mark Falco |
| 23 maja 1984 Londyn White Hart Lane (46 258) Tottenham Hotspur – RSC Anderlecht 1:1 (0:0) Sędzia: Volker Roth (Niemcy) Bramki: 0:1 Alex Czerniatynski 61, 1:1 Graham Roberts 84 Karne: 1:0 Graham Roberts, 1:0 Morten Olsen (obronił Tony Parks), 2:0 Mark Falco, 2:1 Georges Grun, 3:1 Gary Stevens, 3:2 Enzo Scifo, 4:2 Steve Archibald, 4:3 Franky Vercauteren, 4:3 Danny Thomas (obronił Jacques Munaron), 4:3 Arnor Gudjohnsen (obronił Tony Parks) Żółte kartki: Gary Stevens, Mark Falco, Paul Miller / Frank Arnesen Tottenham Hotspur Football Club (trener Keith Burkinshaw): Tony Parks – Danny Thomas, Paul Miller (79 Osvaldo Ardiles), Graham Roberts, Chris Hughton – Gary Stevens, Micky Hazard, Gary Mabbutt (75 Ally Dick), Tony Galvin – Mark Falco, Steve Archibald Royal Sporting Club Anderlecht (trener Paul van Himst): Jacques Munaron – Georges Grun, Morten Olsen (kapitan), Walter De Greef, Michel de Groote – Enzo Scifo, Wim Hofkens, René Vandereycken, Franky Vercauteren – Alex Czerniatynski (104 Kenneth Brylle), Frank Arnesen (79 Arnor Gudjohnsen) |